# Juan Valera
Juan Valera y Alcalá-Galiano, conhecido como Juan Valera (Cabra, 18 de outubro de 1824-Madrid, 18 de abril de 1905) foi um escritor, diplomata e político espanhol. A sua mais célebre novela é Pepita Jiménez.
Juan Valera y Alcalá Galiano nasceu numa família aristocrática.
Começou na literatura com ensaios poéticos. Os seus romances são caracterizados por uma análise psicológica aprofundada dos personagens, em particular das mulheres. Opôs-se à narração naturalista e sustenta que o romance é uma forma de poesia..
Valera ocupou várias posições políticas e diplomáticas em vários lugares. Acompanhou o embaixador espanhol em Nápoles. Posteriormente, foi membro das legações espanholas em Lisboa (1850), Rio de Janeiro (1851-1853), Dresden e São Petersburgo (1854-1857). Escreveu sobre a última missão em Cartas desde Rusia, zombando do seu colega diplomata Mauricio Álvarez de las Astúrias Bohorques e Guiráldez, o terceiro duque de Gor.  Após seu retorno a Madrid, tornou-se um dos editores da revista liberal El Contemporáneo (1859) e foi nomeado ministro em Frankfurt (1865). Após a revolução de 1868, foi nomeado Secretário de Estado Assistente e (em 1871) Diretor de Instrução Pública. Durante o reinado de Afonso XII, foi ministro (embaixador) em Lisboa (1881-1883), Washington (1883-1886) e Bruxelas (1886-1888) e, em 1893-95, embaixador em Viena, junto do Império Austro-Húngaro. Foi eleito para a Academia de Ciências Morais e Políticas em 1900.
Ao longo da sua atividade diplomática e política, produziu trabalhos que figuram entre os mais altos da literatura espanhola. Pela pureza da dicção e beleza do estilo, Valera nunca foi superado na Espanha. Pepita Jiménez, que apareceu como série em 1874, é provavelmente o seu trabalho mais conhecido; desde então, foi traduzido para vários idiomas. Descreve a realização gradual, por um jovem seminarista, da vaidade vazia de sua vocação, culminando em um desfecho devastador. Outros romances são Las ilusions del doctor Faustino (1875), El Comendador Mendoza (1877), Pasarse de listo e Doña Luz (1879). Todos os romances anteriores foram escritos na época em que ele abandonou suas atividades políticas. Também apoiou o federalismo ibérico.
Morreu em 18 de abril de 1905 em Madrid.